# Aligarh

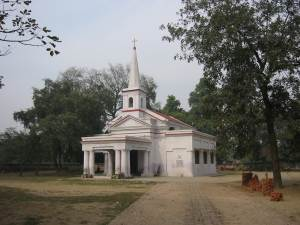
Kościół w Aligarh

Aligarh (hindi: अलीगढ़) – miasto w Indiach, w stanie Uttar Pradesh. 
Populacja miasta w 2001 roku wynosiła 667 732 mieszkańców.
W mieście rozwinął się przemysł bawełniany, spożywczy, skórzany, szklarski, metalowy oraz chemiczny.

## Historia
Od XII wieku do czasów zdobycia przez Mogołów strategiczna twierdza Radźputów zwana Kol. W 1524 roku sułtan Delhi Ibrahim Lodi zbudował fort, który zdobyli w 1803 roku Brytyjczycy pod dowództwem lorda Gerarda Lake'a.